# Orthrus bicolor
Espèce
Orthrus bicolor est une espèce d'araignées aranéomorphes de la famille des Salticidae.

## Distribution
Cette espèce est endémique de Luçon aux Philippines. Elle se rencontre vers Antipolo.

## Description
Le mâle holotype mesure 4 mm.
Le mâle décrit par Wanless en 1980 mesure 4,78 mm.

## Publication originale
- Simon, 1900 : Études arachnologiques. 30e Mémoire. XLVII. Descriptions d'espèces nouvelles de la famille des Attidae. Annales de la Société Entomologique de France, vol. 69, p. 27-61 (texte intégral).